# ساختمان سبز گرمسیری
ساختمان سبز حاره‌ای اشاره به یک سبک از ساخت و ساز است که تمرکز به کاهش انرژی، کاهش استفاده از مواد شیمیایی، و حمایت از نیروی کار محلی دارد. این امر مستلزم همکاری نزدیک تیم طراحی، معماران، مهندسان، و مالک در تمام مراحل پروژه، از انتخاب سایت، طراحی، انتخاب و تهیه مصالح، و پیاده‌سازی پروژه می‌باشد. ساختمان سبز گرمسیری، دارای همان مبنای ساختمان سبز در آب و هوای معتدل می‌باشد، اما روش‌های ساخت و ساز آن کاملاً متفاوت است. در مناطق استوایی، تمرکز بر حفظ خنکی، جلوگیری از هجوم حشرات، کاهش رطوبت و تعمیرات خانه می‌باشد.
به‌طور کلی، ساختمان سبز حاره‌ای نیز به دنبال کاهش مصرف انرژی از طریق معماری هوشمند می‌باشد. به عنوان مثال، در روزها استفاده از مقدار زیادی نور طبیعی به طوری که چراغ‌های الکتریکی در طول روز مورد نیاز نباشند، و شب‌ها، استفاده از سقف سفید رنگ، و لامپ‌های کم مصرف مانند لامپ‌های فلورسنت فشرده یا لامپ‌های LED.
انرژی خورشیدی، انرژی باد، و استفاده از برق آبی کوچک اغلب در ساختمان‌ها تعبیه می‌شوند، اما همیشه تمرکز اصلی ساختمان سبز حاره‌ای بر آنها نمی‌باشد.